# 1 mot Sverige
1 mot Sverige är ett tävlingsprogram producerat av Mastiff och Sveriges Television som leds av Babben Larsson. Programmet direktsänds på fredagar kl. 20:00 på SVT1 och SVT Play. Programmet består av en frågesport där en deltagare ska gissa resultatet av olika experiment som utförs i programmet. Deltagaren tävlar mot tv-tittarna som kan vara med och spela via SVT:s DUO-app. Till sin kan deltagaren använda sig av 3 livlinor, att kolla hur dennes hemkommun har svarat, att fråga "kändispanelen" som består av 2 kända personer eller fråga de 2 personer som deltagaren själv önskat ha med sig i programmet. I varje avsnitt är det totalt 7 experiment varav 3 är förinspelade och 4 utförs live i studion eller utanför tv-huset i Stockholm. Experimenten utförs av Erik Ekstrand och Farah Abadi. Programmet hade premiär söndagen den 17 oktober 2021. 
Det första avsnittet hade ungefär 1,1 miljoner tittare vilket sågs som positivt av både programledaren, Babben Larsson samt SVT:s programbeställare Anton Glanzelius som sa "Att det går att samla svenska folket till ett helt nytt program på söndagskvällen är fantastiskt! Över 1,1 miljoner har hittat programmet och jag är stolt över att SVT fortsätter att göra ny tv för hela familjen" i ett pressmeddelande.
Den tredje säsongen hade premiär fredagen den 25 augusti 2023 som också blir Babben Larssons sista projekt på SVT innan hon går över till konkurrenten TV4. I den tredje säsongen så tar även komikern och programledaren Ahmed Berhan över rollen som sidekick från Farah Abadi.

## Avsnitt och deltagare
| Säsong | Avsnitt | Sändningsdatum | Deltagare                   | Kändispanel                                                |
| ------ | ------- | -------------- | --------------------------- | ---------------------------------------------------------- |
| 1      | 1       | 2021-10-17     | Tarek Saliba                | Jesper Rönndahl och Kristina "Keyyo" Petrushina            |
| 1      | 2       | 2021-10-24     | Cornelia Wilhelmsson        | Parisa Amiri och Måns Möller                               |
| 1      | 3       | 2021-10-31     | Ronnie Sövelid              | Clara Henry och Carina Bergfeldt                           |
| 1      | 4       | 2021-11-07     | Parmida Jousefflie          | Josefin Johansson och Johar Bendjelloul                    |
| 1      | 5       | 2021-11-14     | Pia Hellström               | Tareq Taylor och Sofia Winstam                             |
| 1      | 6       | 2021-11-21     | Vincent Loft                | Agneta Sjödin och Özz Nujen                                |
| 1      | 7       | 2021-11-28     | Frida Bucht                 | Ellen Bergström och Kodjo Akolor                           |
| 1      | 8       | 2021-12-05     | Mavinda Andre               | Pia Johansson och Filip Dikmen                             |
| 1      | 9       | 2021-12-12     | Alexandra Wiberg            | Henrik Fexeus och Emma Ingström                            |
| 1      | 10      | 2021-12-19     | Elias Drakenberg            | Dragomir Mrsic och Lina Hedlund                            |
| 2      | 1       | 2022-09-16     | Mansoor Ashrati             | Mauri Hermundsson och Nicole Falciani                      |
| 2      | 2       | 2022-09-23     | Therese Ahrling             | Arantxa Alvarez och Peter Settman                          |
| 2      | 3       | 2022-09-30     | Kristina "Keyyo" Petrushina | Sofia Dalén, Ahmed Berhan, Clara Henry och Hampus Hedström |
| 2      | 4       | 2022-10-14     | Hannes Forsberg             | Camilla Hamid och Markus Granseth                          |
| 2      | 5       | 2022-10-21     | Anders Kyrk                 | Antonija Mandir och Daniel Nannskog                        |
| 2      | 6       | 2022-10-28     | Aya Said                    | Camilla Kvartoft och Dante Zia                             |
| 2      | 7       | 2022-11-04     | Robin Andersson             | Nikki Amini och Filip Lamprecht                            |
| 2      | 8       | 2022-11-11     | Josefine Eriksson           | Tone Sekelius och Micke Leijnegard                         |
| 3      | 1       | 2023-08-25     | Anis Don Demina             | Jonas Björkman och Clara Henry                             |
| 3      | 2       | 2023-09-01     | [TBA]                       | Ellen Bergström och Filip Poon                             |
| 3      | 3       | 2023-09-08     | Parisa Amiri                | [TBA]                                                      |
| 3      | 4       | 2023-09-15     | Sofia Dalén                 | Aron Andersson och Anna Blomberg                           |
| 3      | 5       | 2023-09-22     | Marcus Granseth             | Farah Abadi och Loui Sand                                  |
| 3      | 6       | 2023-09-29     | Jens Byggmark               | Tony Irving och Edward Blom                                |
| 3      | 7       | 2023-10-06     | Nicole Falciani             | [TBA]                                                      |
| 3      | 8       | 2023-10-13     | Emil Beer                   | [TBA]                                                      |
| 3      | 9       | 2023-10-20     | [TBA]                       | [TBA]                                                      |
| 3      | 10      | 2023-10-27     | [TBA]                       | [TBA]                                                      |

## Kritik
Efter avsnitt 5 som sändes den 14 november 2021 fick programmet kritik efter ett experiment där en gammal träbåt lyftes upp med en lyftkran för att sedan krossas mot marken. Flertalet träbåtsentusiaster riktade stark kritik mot programmet och menade att var "bedrövligt" att skrota en båt på detta sätt.